# Solncevo (Oblast' di Kursk)
Solncevo (in russo Солнцево?) è un insediamento di tipo urbano della Russia europea, nell'oblast' di Kursk; è il centro amministrativo del distretto Solncevskij.
Si trova sulla riva sinistra del fiume Sejm (affluente della Desna), 55 km a sud-est di Kursk.